# Съдебна власт
Съдебната власт, назовавана и понякога с латинската по произход дума магистратура, е система от съдилища, които раздават правосъдие (извършват правораздаване), като интерпретират и прилагат законите в името на държавата (или в някои случаи, особено в миналото, в името на владетеля на държавата) и осигуряват механизъм за решаване на спорове.
Съдебната власт според принципа за разделение на властите е независима от другите две власти – законодателната и изпълнителната, тя не създава закони, но по-скоро ги интерпретира и прилага към отделните случаи. Този клон на управлението и властта е отговорен за осигуряването на равно правосъдие пред закона, защитавайки правата и законните интереси на гражданите, юридическите лица и държавата. Обикновено се състои от няколко инстанции: съд за крайно апелиране (наречен „върховен съд“ или „конституционен съд“) заедно със съдилища от по-нисш ранг.

## В България
При осъществяване на своите функции съдиите, съдебните заседатели, прокурорите и следователите се подчиняват само на закона.
Правосъдието се осъществява в името на народа. Правораздаването се осъществява от Върховния касационен съд, Върховния административен съд, апелативни, окръжни, военни и районни съдилища. Със закон могат да се създават и специализирани съдилища. Извънредни съдилища не се допускат.
Съдилищата осъществяват контрол за законност на актове и действия на административните органи. Гражданите и юридическите лица могат да обжалват всички административни актове, които ги засягат, освен изрично посочените със закон. Съдилищата осигуряват равенство и условия за състезателност на страните в съдебния процес.
Производството по делата осигурява установяването на истината. Разглеждането на делата във всички съдилища е публично, освен когато законът предвижда друго. Актовете на правораздаването се мотивират. Гражданите и юридическите лица имат право на защита във всички стадии на процеса. Редът за упражняване правото на защита се определя със закон. В определени от закона случаи в правораздаването участват и съдебни заседатели.

### Финансиране
Съдебната власт има самостоятелен бюджет.

### Управление
Върховният касационен съд осъществява върховен съдебен надзор за точно и еднакво прилагане на законите от всички съдилища. Съдиите, прокурорите и следователите се назначават, повишават, понижават, преместват и освобождават от длъжност от Висшия съдебен съвет.
Председателят на Върховния касационен съд, председателят на Върховния административен съд и главният прокурор се назначават и освобождават от президента на републиката по предложение на Висшия съдебен съвет за срок от седем години без право на повторно избиране. Президентът не може да откаже назначаването или освобождаването при повторно направено предложение.